# Balsamocitrus gabonensis
Balsamocitrus gabonensis là một loài thực vật có hoa trong họ Cửu lý hương. Loài này được L.D.Swingle mô tả khoa học đầu tiên năm 1911 publ. 1912.